# Microhyla letovirus 1
Microhyla letovirus 1 (MLeV) är ett RNA-virus som infekterar det stjärtlösa groddjuret Microhyla ornata. Arten ingår som enda medlem i underfamiljen Letovirinae, släktet Alphaletovirus och  undersläktet Milecovirus. Arten hittades genom att tidigare publicerade transkriptom genomsöktes efter möjliga virussekvenser och arten kunde beskrivas år 2018. De andra kända virus som är närmast besläktade med MLeV är coronavirusen i underfamiljen Orthocoronavirinae som innehåller ett antal virus som kan smitta människor, men MLeV tros vara helt ofarligt för människor.
Namnet letovirus refererar till titanen Leto i grekisk mytologi och att viruset infekterar en grodart. I mytologin förvandlar Leto några bönder till grodor efter att de rört upp en vattensamling så att hon inte kunde dricka ur den.